# Domanice (gromada w powiecie świdnickim)
Domanice – dawna gromada, czyli najmniejsza jednostka podziału terytorialnego Polskiej Rzeczypospolitej Ludowej w latach 1954–1972.
Gromady, z gromadzkimi radami narodowymi (GRN) jako organami władzy najniższego stopnia na wsi, funkcjonowały od reformy reorganizującej administrację wiejską przeprowadzonej jesienią 1954 do momentu ich zniesienia z dniem 1 stycznia 1973, tym samym wypierając organizację gminną w latach 1954–1972.
Gromadę Domanice z siedzibą GRN w Domanicach utworzono – jako jedną z 8759 gromad na obszarze Polski – w powiecie świdnickim w woj. wrocławskim, na mocy uchwały nr 28/54 WRN we Wrocławiu z dnia 2 października 1954. W skład jednostki weszły obszary dotychczasowych gromad Domanice, Chwałów, Gołaszyce, Imbramowice, Krasków, Marcinowiczki, Pożarzysko i Siedlimowice ze zniesionej gminy Domanice w tymże powiecie. Dla gromady ustalono 19 członków gromadzkiej rady narodowej.
31 grudnia 1959 do gromady Domanice włączono wsie Buków i Dzikowa ze znoszonej gromady Buków w powiecie średzkim w tymże województwie.
Gromada przetrwała do końca 1972 roku, czyli do kolejnej reformy gminnej.